# El Salvador, Misamis Oriental

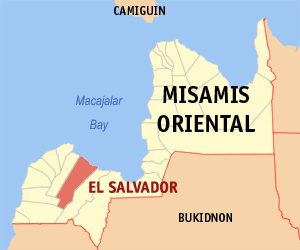
Bản đồ Misamis Oriental với vị trí của El Salvador

El Salvador is a đô thị (tiếng Cebuano: Lungsod sa El Salvador; Tagalog: Bayan ng El Salvador) ở tỉnh Misamis Oriental, Philippines. Theo điều tra dân số năm 2000 của Philipin, đô thị này có dân số 34.650 người trong 7.290 hộ.
Đô thị này giáp với đô thị Alubijid về phía tây và Opol về phía đông và nam. Phía bắc là vịnh Macajalar trong Biển Bohol.

## Hành chính
El Salvador được chia ra 15 barangay.
- Amoros
- Bolisong
- Bolobolo
- Calongonan
- Cogon
- Himaya
- Hinigdaan
- Kalabaylabay
- Molugan
- Poblacion
- Kibonbon
- Sambulawan
- Sinaloc
- Taytay
- Ulaliman